# Vera Ferra-Mikura
Vera Ferra-Mikura (ur. 14 lutego 1923 w Wiedniu, zm. 9 marca 1997) – austriacka autorka książek dla dzieci. W wielu swoich utworach porusza tematykę życia rodzinnego. Popularność zyskał jej cykl książek o trzech Stanisławach: dziadku, synu i wnuku. W jej powieściach pełnych humoru rzeczywistość miesza się z fantazją.

## Wyróżnienia i nagrody
- Austriacka Nagroda Państwowa (1962, 1963, 1964)
- nagroda miasta Wiednia (1956, 1962, 1963, 1964, 1975)

## Wybrane utwory
- Der Teppich der schönen Träume (1955)
- Zaubermeister Opequeh (1956)
- Die gute Familie Stengel (1959, pl. Zwierzyniec państwa Sztenglów, 1967)
- Der alte und der junge und der kleine Stanislaus (1962, pl. Stanisław, Stach i Staszek, 1967)
- Lieber Freund Tulli (1969, pl. Mój przyjaciel Tulli, 1973)
- Lustig singt die Regentonne (1964)
- Peppi und die doppelte Welt (1974)
- Mein lieber Teddy (1974)
- Meine Kuh trägt himmelblaue Socken (1975)